# Pasaż (muzyka)

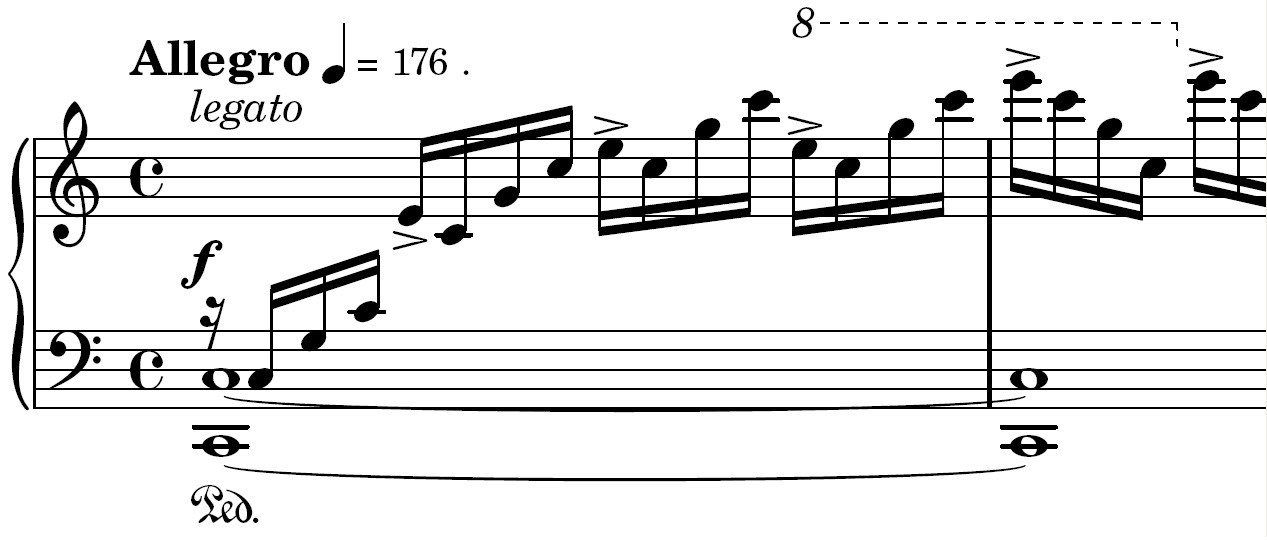
Fragment Etiudy C-dur F. Chopina: złożony pasaż na akordzie C-dur

Pasaż (fr. passage – przejście) – wirtuozowski zwrot wykonawczy, oparty zwykle na rozłożonym akordzie, utrzymany w równych, drobnych wartościach muzycznych.
Grany osobno (głównie w celach ćwiczebnych) lub jako część utworu muzycznego. Istnieją utwory oparte w całości na pasażach, np. Etiudy op. 10 nr 1 i op. 25 nr 12 Fryderyka Chopina.